# Фингар, Томас
Чарльз Томас Фингар (англ. Charles Thomas Fingar, род.11 января 1946) — деятель спецслужб США.

## Биография
Окончил Корнеллский университет (1968, бакалавр по госуправлению и истории). Степени магистра (1969) и доктора философии (1977) по политологии получил в Стэнфордском университете, где затем работал.
В 1986 году оставил Стэнфорд и поступил на службу в Госдепартамент.
В 1994—2000 годах — заместитель по аналитике помощника государственного секретаря.
В 2000—2001 и 2003—2004 годах (временно) исполнял обязанности помощника государственного секретаря, в 2001—2003 годах являясь его (помощника) основным заместителем.
В 2004—2005 годах в ранге помощника государственного секретаря возглавлял Бюро разведки и исследований государственного департамента.
С 2005 года — заместитель директора Национальной разведки по аналитике, одновременно до декабря 2008 года возглавлял Национальный совет по разведке (National Intelligence Council).
В январе 2009 года возвратился на преподавательскую работу в Стэнфордский университет.
Известен тем, что в 2007 году был главным автором разведывательного доклада о том, что Иран, вопреки предыдущим утверждениям представителей США, прекратил свою ядерную программу в 2003 году, за что в 2012 году был удостоен премии Сэма Адамса.